# Barranc d'Arguinsola
El Barranc d'Arguinsola és un barranc del terme de Castell de Mur que neix a l'antic terme de Mur i el travessa per passar després a l'antic terme de Guàrdia de Tremp.
Es forma als contraforts del nord-est del poble de Miravet, i baixa de primer cap al nord-est, després gira cap a llevant, i el tram final el fa cap a l'est, però decantant-se progressivament cap al sud, fins a atènyer la Noguera Pallaresa al nord-est de Guàrdia de Noguera.
Rep diferents barrancs afluents, sobretot per la dreta, que és el sector més accidentat, com la llau de les Calcilles, el Barranc de Collmorter i el barranc de la Font del Xato.